# Ulkundy
Ulkundy (ros. Улькунды) – wieś (sieło) w Rosji, w Baszkortostanie, w rejonie duwańskim. W 2010 liczyła 1255 mieszkańców, głównie Tatarów.